# Тьелта, Пиа
Пиа Тьелта (норв. Pia Merete Tjelta; род. 12 сентября, 1977, Ставангер, Норвегия) — норвежская актриса

 театра и кино. В 2006 году окончила Национальную театральную академию Норвегии.

## Биография
Тьелта окончила норвежскую Национальную Академию театра в 2006 году, но уже успела сняться во многих фильмах. Она дебютировала в кино в 2001 году в фильме «Монголанд». В 2000 году она поступила в норвежскую Национальную Академию театра, но после двухлетнего отпуска по беременности и родам окончила её только в 2006 году. В 2005 году она также работала в жюри телесериала «Filmstjerne» на ТВ-2.
Она дебютировала на сцене в 2006 году с пьесой «Fyrverkerimakarens dotter» в «Det Norske Teatret». В 2007 году она снялась в спектакле «Få meg på, for faen» (по одноименной норвежской книге) в театре «Det Norske Teatret», где сыграла Марию.
В феврале 2007 года она получила большое освещение в средствах массовой информации за свою главную роль в норвежской романтической комедии «Mars og Venus».
В 2014 году она объединилась с дизайнером Тином Моллаттом, чтобы создать коллекцию платьев.